# خلشا
خلشا، روستایی از توابع بخش مرکزی شهرستان آستانه اشرفیه در استان گیلان ایران است.
این روستایی مرزی بین شهرستان های آستانه اشرفیه - لاهیجان است. 
از هر ساله در ماه محرم تعداد زیادی از مردم اصراف این روستا در شب عاشورا ، به مسجد این روستا می آیند.
این روستا در دسته های عزاداری حسینی از دمام استفاده می کنند. این روستا امام زاده ای به آقا سید جلیل خلشاء بالا دفع شده است.

## جمعیت
این روستا در دهستان چهارده قرار دارد و براساس سرشماری مرکز آمار ایران در سال ۱۳۸۵، جمعیت آن ۱۵۴ نفر (۴۸خانوار) بوده‌است.